# 岡山県立岡山大安寺高等学校
岡山県立岡山大安寺高等学校（おかやまけんりつ おかやまだいあんじこうとうがっこう）とは、岡山県岡山市北区北長瀬本町にあった公立高等学校。旧総合選抜岡山学区岡山五校の一つ。

## 概要
校名は、同校所在地が大和大安寺の所有する荘園だったことによる。大学を受験する3年生の合格祈願を目的に毎年参詣するなど、大安寺との交流は盛んに行われていた。
校訓『五時下校』にあるように、部活動未加入の生徒は最終下校時刻が午後5時とされていた。部活動加入者の最終下校時間は午後6時半となっていた。
2008年12月19日に岡山県教育委員会から2010年度（平成22年度）より同校を中学・高校に区分せずに一貫した6年制教育を行う「中等教育学校（岡山県立岡山大安寺中等教育学校）」に再編することが発表された。これにより同校は2012年度（平成24年度）入試をもって生徒の募集を停止し、2014年度（平成26年度）末に閉校した。

## 沿革
- 1962年 - 岡山五校の3校目として、岡山県立岡山大安寺高等学校を設置。
- 1967年9月29日 - 創立5周年記念式並びに体育館兼講堂落成式挙行。
- 1972年9月30日 - 創立10周年記念式挙行。
- 1980年 - 調和の取れた学校教育の推進校として県教育委員会表彰を受ける。
- 1982年 - 創立20周年記念式、校友会館落成式挙行。
- 1989年2月1日 - 文部省保健統計調査の功績により、文部大臣表彰を受ける。
- 1991年11月29日 - 校舎第一棟正面に校章設置、記念碑建立。
- 1992年10月29日 - 創立30周年記念式挙行。
- 1999年4月1日 - 人文社会・自然科学コース設置。
- 2002年11月11日 - 創立40周年記念式挙行。
- 2005年2月18日 - 体育館大規模改造工事完了
- 2006年11月16日 - 全国学校体育研究優良校として日本学校体育研究連合会より表彰を受ける。
- 2010年4月1日 - 人文社会，自然科学コース募集停止。
- 2012年11月16日 - 創立50周年記念式挙行。
- 2013年4月1日 - 生徒募集停止
- 2015年3月1日 - 第50回卒業式・閉校式
- 2015年3月31日 - 閉校セレモニーが行われる[3]。閉校。

## 校是
- 師弟同行
- 授業第一
- 五時下校

## 著名な卒業生

### 学問
- 赤木泰文（工学者、東京工業大学名誉教授、IEEE Medal in Power Engineering受章（日本人初））
- 磯田道史（歴史学者、国際日本文化研究センター教授、元静岡文化芸術大学教授）
- 金原瑞人（文学研究者、翻訳家、法政大学社会学部教授、作家金原ひとみの実父）
- 伊達洋至（京都大学大学院医学研究科器官外科学講座呼吸器外科学教授）
- 槇野博史（岡山大学学長）
- 松本俊夫（医学者、徳島大学名誉教授）

### 行政・財界
- 伊原木隆太（天満屋社長、公選18代岡山県知事）
- 小野洋（環境省地球環境審議官、同地球環境局長、同水・大気環境局長）[4]
- 片山善博（第14代総務大臣、公選第15-16代鳥取県知事）
- 高田真治（日本テレビプロデューサー、同執行役員、スカパーJSATホールディングス社長、電気通信事業者協会副会長）
- 難波喬司 （第6代静岡市長、静岡県副知事、国土交通省大臣官房技術総括審議官、慶應義塾大学特任教授、京都大学客員教授）
- 萩原誠司（第4代美作市長、衆議院議員、第31-32代岡山市長）
- 星島郁洋（官僚、Bリーグ、香川ファイブアローズ代表取締役社長兼GM）

### 文化・芸能
- 石原真（NHKエンタープライズエグゼクティブ・プロデューサー）
- 岸慎治（NHK職員、元アナウンサー）
- 住宅正人（音楽家、エンターテイナー）
- 高尾美有（女優）
- 藤原しおり（旧芸名・ブルゾンちえみ、タレント）
- 古市幸子（日本テレビ元アナウンサー、営業局社員）
- 美泉儷（元宝塚歌劇団・月組男役）
- 源孝志（映画監督）
- ロングコートダディ・兎（お笑い芸人）
- clearance・国代 哲(ミュージシャン・アカペラグループ)

### スポーツ
- 安藤寧則（青山学院大学硬式野球部監督）

## アクセス
- JR桃太郎線（吉備線）: 大安寺駅
- JR山陽本線: 北長瀬駅